# José María Ángel Batalla
José María Ángel Batalla (València, 1956) és un polític valencià, fou alcalde de l'Eliana (el Camp de Túria) de 1997 a 2015 i secretari autonòmic de Seguretat i Emergències de la Generalitat Valenciana en els governs de Ximo Puig, de 2015 a 2023.

## Biografia
Amb estudis universitaris no finalitzats en Geografia i Història a la Universitat de València, l'any 1983 accedeix a la funció pública com a auxiliar tècnic en el servei d'arxius de la Diputació de València, institució en la qual ha desenvolupat la seua carrera professional fins a la categoria de cap de servei, aconseguida l'any 1992.

### Alcalde de l'Eliana
En l'àmbit polític és militant del Partit Socialista del País Valencià (PSPV-PSOE) en l'agrupació local de l'Eliana, municipi on resideix i on va estar regidor a l'ajuntament des de 1991, com a responsable de l'àrea d'esports i seguretat ciutadana en el govern presidit per l'alcalde Vicent Tarazona. A partir de 1997 el succeeix al capdavant del consistori, renovant l'alcaldia en les successives eleccions de de 1999, 2003, 2007 i 2011. Va compaginar aquests càrrecs amb el de diputat provincial a la Diputació de València durant dues legislatures, de 1995 a 2003.
Abans però, entre 1993 i 1995 va estar assessor executiu del Ministeri de l'Interior espanyol, primer amb el ministre Antoni Asunción (1993-1994) i després amb Juan Alberto Belloch. Durant aquest temps al ministeri esclataren diversos escàndols com el cas Roldán, que va costar la dimissió del ministre Asunción, o els GAL.
El 2011 és nomenat senador territorial per designació de les Corts Valencianes al Senat espanyol en substitució de Leire Pajín. A la cambra alta ha treballat a les comissions de defensa, interior i afers iberoamericans.

### Responsable d'Emergències
El 2015 deixa l'escó territorial al Senat per tal d'ocupar la Secretaria autonòmica de Seguretat i Emergències del nou govern de la Generalitat Valenciana presidit per Ximo Puig. Ángel impulsa la creació de l'Agència de Seguretat i Resposta a les Emergències i esdevé màxim responsable de la coordinació política i tècnica davant catàstrofes com ara les inundacions patides al Baix Segura el setembre de 2019, la pandèmia de Covid de 2020 o els grans incendis forestals de l'estiu de 2022 a la Marina Alta i a l'Alt Palància. Amb el canvi de govern el juliol de 2023 amb el nou president Carlos Mazón, del Partit Popular amb el suport de Vox, Ángel es mantingué fins a tres mesos al capdavant de la Secretaria Autonòmica fins al nomenament d'un nou responsable: Javier Montero de Vox.
Després de la Gota freda ocorreguda la tardor de 2024 i que afectà diverses comarques valencianes, José María Ángel fou nomenat comissionat del Govern espanyol per a la reconstrucció amb les funcions encomanades d'impulsar l'execució de les mesures adoptades per l'Estat per a pal·liar els danys, realitzar anàlisi i seguiment periòdic, especialment la concessió de les ajudes i acomptes, elevar informes al Govern sobre les activitats i els resultats, recaptar informació de ministeris i delegacions i impulsar la coordinació amb les administracions territorials afectades.
Al XV Congrés del PSPV celebrat el febrer de 2025 fou nomenat president del partit, amb Diana Morant al cap de l'executiva. Ángel esdevé una figura reconeguda dins i fora del partit per la seua llarga trajectòria política i la seua vàlua en la gestió d'emergències i situacions de risc, que contrastava amb la gestió realitzada pel PP davant la Gota freda, fortament criticada política i socialment. És per tot això que va estar nomenat comissionat del govern central i president del PSPV.

### Dimissió
Aquesta reputació va decaure quan es va veure envoltat en un escàndol destapat per l'Agència Valenciana Antifrau el juliol de 2025 en què denunciava una suposada falsedat documental en la formació universitària que li hauria valgut per a accedir a la funció pública als anys 1980. Aquest escàndol s'inscriu en la batalla entre el PSOE i el PP per acusar a diversos dirigents polítics iniciada amb la diputada madrilenya Noelia Núñez. La Fiscalía Anticorrupció va iniciar una investigació contra ell per la possible falsedat documental.Ángel es va veure forçat a dimitir tant com a comissionat del govern espanyol per a la reconstrucció com de la presidència del PSPV i va anunciar que es defensaria de l'acusació. La Diputació de València va obrir investigacions per esclarir el cas que afectava tant a José Maria Ángel com a la seua esposa Carmen Ninet, també funcionària de la institució. El seu sou com Comissionat del Govern per la DANA era de 120.000 euros anuals.